# Kamenskoje (Kamtschatka)
Kamenskoje (russisch Ка́менское) ist ein Dorf (selo) in der Region Kamtschatka (Russland) mit 655 Einwohnern (Stand 14. Oktober 2010).

## Geographie
Der Ort liegt nordöstlich des Penschinabusens, der den nordöstlichsten Teil des Ochotskischen Meeres darstellt, gut 1100 Kilometer Luftlinie nordnordöstlich des Regionsverwaltungszentrums Petropawlowsk-Kamtschatski. Er befindet sich am rechten, steileren Ufer der Penschina.
Kamenskoje ist Verwaltungszentrum des Rajons Penschinski.

## Klima
|                        | Jan   | Feb   | Mär   | Apr   | Mai   | Jun  | Jul  | Aug  | Sep   | Okt   | Nov   | Dez   |   |       |
| Mittl. Temperatur (°C) | −24,3 | −22,2 | −17,2 | −9,2  | 2,4   | 11,0 | 14,4 | 12,1 | 6,0   | −4,4  | −14,3 | −22,2 | ⌀ | −5,6  |
| Mittl. Tagesmax. (°C)  | −20,7 | −18,6 | −13,0 | −5,0  | 6,5   | 16,7 | 19,7 | 16,9 | 10,4  | −1,2  | −10,8 | −18,6 | ⌀ | −1,4  |
| Rekordmaximum (°C)     | 6,8   | 6,5   | 6,2   | 8,2   | 21,9  | 29,3 | 39,3 | 31,4 | 21,5  | 15,2  | 6,4   | 7,4   | ᐃ | 39,3  |
| Mittl. Tagesmin. (°C)  | −27,8 | −26,0 | −21,6 | −13,7 | −1,6  | 5,5  | 9,5  | 7,6  | 1,8   | −7,7  | −18,0 | −25,7 | ⌀ | −9,7  |
| Rekordminimum (°C)     | −52,4 | −48,8 | −48,4 | −38,2 | −27,6 | −4,5 | −2,6 | −8,3 | −15,2 | −32,3 | −43,9 | −52,6 | ᐁ | −52,6 |
|                        |       |       |       |       |       |      |      |      |       |       |       |       |   |       |
| Niederschlag (mm)      | 21    | 19    | 22    | 16    | 19    | 30   | 38   | 62   | 49    | 36    | 35    | 28    | Σ | 375   |

| −27,8 |

| −26,0 |

| −21,6 |

| −13,7 |

| −1,6 |

| 5,5 |

| 9,5 |

| 7,6 |

| 1,8 |

| −7,7 |

| −18,0 |

| −25,7 |

| −27,8 |

| −26,0 |

| −21,6 |

| −13,7 |

| −1,6 |

| 5,5 |

| 9,5 |

| 7,6 |

| 1,8 |

| −7,7 |

| −18,0 |

| −25,7 |

| N i e d e r s c h l a g | 21  | 19  | 22  | 16  | 19  | 30  | 38  | 62  | 49  | 36  | 35  | 28  |
|                         | Jan | Feb | Mär | Apr | Mai | Jun | Jul | Aug | Sep | Okt | Nov | Dez |

## Geschichte
Das heutige Dorf wurde 1930 als Verwaltungszentrum für den neu geschaffenen, dünn besiedelten Autonomen Kreises der Korjaken gegründet. Die ursprüngliche Bezeichnung war Korjakskaja kultbasa („Korjakische Kulturbasis“): An dieser Stelle entstanden eine Internatsschule, ein Krankenhaus, eine Veterinärstation, eine Handelsfaktorei und eine Funkstation. Bereits 1937 (nach Antrag von 1935) wurde die Verwaltung jedoch in das verkehrstechnisch günstiger an der Küste des Ochotskischen Meeres gelegene Palana verlegt, und der Ort war seither Zentrum eines der vier Rajons des Autonomen Kreises, der 2007 bei Beibehaltung der Rajons in der Region Kamtschatka aufging. Der Rajonbezeichnung entsprechend war in den Folgejahren auch der Name Penschinskaja kultbasa („Penschina-Kulturbasis“) in Gebrauch, bis um 1950 der Name des bereits zuvor existierenden Dorfes Kamenskoje auf die neue Siedlung über. Das ursprüngliche Dorf, etwa 60 km westlich am rechten (nördlichen) Ufer der Penschina unmittelbar bei ihrer Mündung gelegen und vermutlich nach dem einige Kilometer weiter westlich in den Penschinabusen mündenden Bach Kamennaja (von kamen für Stein) benannt, wurde in Ust-Penschino umbenannt und zwischen den 1960er- und frühen 1980er-Jahren aufgegeben. 

### Bevölkerungsentwicklung
| Jahr | Einwohner |
| ---- | --------- |
| 1959 | 283       |
| 1959 | 582       |
| 1970 | 1001      |
| 1979 | 1283      |
| 1989 | 1369      |
| 2002 | 652       |
| 2010 | 655       |

Anmerkung: Volkszählungsdaten

## Kultur und Sehenswürdigkeiten
In Kamenskoje befindet sich seit 1982 das Heimatmuseum des Rajons.

## Wirtschaft und Infrastruktur
Kamenskoje ist über eine unbefestigte Piste mit dem etwa 50 km westlich nahe der Penschinamündung gelegenen, heute größten Dorf des Rajons, Manily, verbunden. Die Piste führt über die Berge im Randbereich des sich nordwestlich erstreckenden Oklan-Plateaus (Oklanskoje plato) und steigt bis auf mehr als 400 m Höhe an. Wegen der abschnittsweise mehrere Hundert Meter steil zur Penschina abfallenden Berge konnte die Piste nicht am Flussufer entlanggeführt werden. Anschluss an das ganzjährig befahrbare regionale Straßennetz besteht nicht; eine Winterstraße führt nach Tilitschiki an der Ostküste.
Ein früher bei Kamenskoje (etwa 10 km flussabwärts am linken Flussufer) existierender Flugplatz ist außer Betrieb. Der Ort wird unregelmäßig per Hubschrauber von Tilitschiki angeflogen.